# Patrick Bauer
Patrick Bauer (Backnang, 28 ottobre 1992) è un calciatore tedesco, difensore del Preston N.E.

## Carriera

### Club
Il 25 luglio 2013 passa al Marítimo a titolo definitivo per 150.000 euro.

### Nazionale
Ha giocato nelle nazionali giovanili tedesche Under-17, Under-18 ed Under-20.